# Louis Maurice Adolphe Linant de Bellefonds
Pour les articles homonymes, voir Linant et Bellefonds (homonymie).
Louis Maurice Adolphe Linant de Bellefonds, aussi connu sous le nom de Linant Bey puis Linant Pacha (Lorient, 23 novembre 1798 - Le Caire, 9 juillet 1883) est un explorateur de l'Égypte et un ingénieur en chef des travaux publics du pays de 1831 à 1869, quand il s'occupa de la construction du canal de Suez. Il illustre l'intérêt nouveau des Européens pour l'Orient en général et l'Égypte en particulier. Ses dessins de l'Égypte et du Soudan sont très célèbres en Europe au XIXe siècle. Moins connu que Ferdinand de Lesseps, il joue cependant un rôle décisif dans la construction du canal de Suez. C'est un des Français les plus célèbres d'Égypte.

## Biographie
Fils d'Antoine-Marie Linant, officier de marine et négociant lorientais, chevalier de l'ordre de Saint-Louis, et de Perrine Jeanne Adélaïde Touboulic, le jeune homme, né le 23 novembre 1798 selon les sources, reçoit une éducation solide qui met l'accent sur les mathématiques, le dessin et la peinture, et trace les côtes de Terre-Neuve en 1814 à l'âge de 15 ans avec son père. Mais le métier de marin ne l'enchante guère. Il passe le temps en dessinant et en créant des cartes en relief.
Ayant passé ses examens, le jeune Linant s'embarque en 1817 sur la frégate Cléopâtre en tant qu'élève de la marine. Il y rencontre Auguste de Forbin et ses compagnons qui ont entrepris un voyage de découverte en Orient. Il quitte ainsi le navire en septembre 1817, pour remplacer auprès de Pierre Prévost l'un des artistes de l'expédition, Léon Mathieu Cochereau, mort au cours de la traversée ; ce voyage de découverte l'amène en Grèce, en Syrie, en Palestine et en Égypte. Il dessine les ruines à Athènes, à Constantinople, à Éphèse, à Acre et à Jérusalem. À Jaffa l'expédition débarque pour atteindre Damiette à dos de chameau et de là, naviguer sur le Nil pour arriver au Caire en décembre. L'expédition est terminée, mais Linant décide de ne pas rentrer en France. Il travaille pour une brève période pour le vice-roi d'Égypte, Méhémet Ali, grâce à une lettre de recommandation du directeur de l'expédition, le comte de Forbin. Il commence peu après une série d'explorations durant la période 1818-1830, qu'il décrit plus tard dans ses Mémoires.
En 1818-1819 il est en basse Nubie, au-delà de la première cataracte du Nil.
En 1820 il rejoint l'expédition du consul et explorateur français Bernardino Drovetti vers l'oasis de Siwa dans le désert libyen, où l'oracle de Zeus Ammon fut consulté par Alexandre le Grand. Siwa n'avait été « redécouverte » par les Européens que depuis peu (William George Browne en 1792, Friedrich Konrad Hornemann en 1798, Vincent Boutin, Frédéric Cailliaud et Giovanni Battista Belzoni en 1819) ; ses croquis illustrent le Voyage à l'Oasis de Syouah d'E. Jomard (1823).
Quelques mois plus tard, il voyage au Sinaï avec l'italien Alessandro Ricci. Leur groupe part du Caire pour suivre les contours de la côte orientale de la péninsule, passant par les lieux dits les puits de Moïse, wadi Gharandel, et Khazneh Firaoun pour arriver à Maghara, où ils copient des inscriptions hiéroglyphiques sans les comprendre. Ils pensent se rendre ensuite à Pétra, mais leur visite doit être annulée pour cause d'insécurité dans la région. Les habitants sont en effet révoltés contre le pouvoir ottoman et ont donné le pouvoir aux janissaires. Ils passent par Sarbout el-Khadem et font des croquis des monuments. Ce premier voyage au Sinaï permet à Linant d'établir des contacts parmi les Bédouins et le prépare pour le voyage à Pétra qu'il effectuera en 1828 avec Léon de Laborde.
Entre-temps, il visite le Fayoum en 1821 et est envoyé au Soudan par l'Anglais William John Bankes pour y recueillir des informations sur la géographie du pays et y dessiner des croquis des monuments. Il part du Caire en juin 1821 et n'y revient que treize mois plus tard, découvrant les ruines de Messaourat et de Naga juste avant un autre français, Frédéric Cailliaud, le premier Européen à atteindre Méroé.
Linant passe plusieurs mois à Londres en 1824, où l'African Company propose de lui financer un voyage, comme ils avaient fait avec Jean Louis Burckhardt. Après plusieurs voyages, de retour en Nubie et au Soudan, il part en 1827 avec une expédition financée par l'association. Il navigue sur le Nil Blanc pour essayer d'en trouver la source, mais il est repoussé vers le 13e parallèle nord par des tribus hostiles à sa présence. En 1831, la Société de géographie de Paris lui commandite une autre tentative, repoussée par le vice-roi, qui l'envoie chercher des mines d'or à Atbaï.

Pendant ces voyages, Linant n'oublie pas ses premières expériences en hydrologie. Il note la présence de traces du canal de Trajan dans le Sinaï en 1822 et visite Suez et les autres lacs de la péninsule et explore le désert oriental entre le Nil et la mer Rouge. Il écrira plus tard : 
« En 1827 et 1828 je suis retourné une fois de plus à l'isthme, que j'avais déjà visité ainsi que ses environs, et c'est là que j'ai commencé les premières études d'un projet pour faire communiquer les deux mers. »
 Il parle de ces projets avec Laborde en traversant la péninsule pour atteindre Pétra en 1828. Il reste dans une vallée du Sinaï après la fin de son contrat avec l'African Company, où il dira 
« passer plus d'un an seul avec une bibliothèque soigneusement choisie pour y étudier sérieusement et sans distractions, dans le but d'acquérir des connaissances scientifiques qui me manquaient pour travailler avec le gouvernement égyptien en tant qu'ingénieur. »
À son retour au Caire en 1831, on le nomme ingénieur en chef des travaux publics de Haute-Égypte, un titre qui l'associa aux plus grands travaux de modernisation des canaux d'irrigation et des grands barrages le long du Nil. En 1837, s'occupant complètement des œuvres publiques au ministère de l'Instruction publique, on lui donne le titre de bey.
Pour faciliter la construction des barrages sur le Nil, Méhémet Ali Pacha lui suggère (en espérant qu'il le fasse) de détruire les grandes pyramides de Gizeh pour en utiliser la pierre déjà coupée. Personnellement opposé à cette idée, Linant se rend toutefois compte que s'il résiste au vice-roi, celui-ci nommerait tout simplement un autre ingénieur à sa place. Il se met donc à faire une analyse financière très complexe qui démontre que la pierre extraite d'une carrière serait moins chère que celle issue des pyramides. Il sauve ainsi les monuments devenus aujourd'hui le symbole de l'Égypte.
L'idée de lier la mer Méditerranée à la mer Rouge ne le quitte pas. Il exprime ses idées dès 1830, d'abord avec le consul de France, ensuite avec Ferdinand de Lesseps. En 1841, il soumet un plan préliminaire pour le canal à la Compagnie péninsulaire et orientale et en 1844 à Lesseps. Ce dernier obtient du vice-roi Saïd le firman pour la concession du canal de la part de la Compagnie universelle du canal maritime de Suez, dont Linant est nommé ingénieur en chef. Il est aidé par l'ingénieur en hydraulique Eugène Mougel, car Linant continuait à travailler dans les travaux publics, en tant que directeur général (1862), ministre des Travaux publics (1869) et membre du conseil du vice-roi.
Il prend sa retraite en 1869 pour écrire ses mémoires, mais il reste en Égypte son pays d'adoption. En juin 1873, le vice-roi lui décerne le titre de pacha. Il meurt le 9 juillet 1883, laissant une vaste accumulation de notes, mémoires et dessins, dont beaucoup sont encore inédits. Beaucoup d'Européens ayant visité l'Égypte à cette époque dressent un portrait de Linant. Une rue du Caire porte son nom. Une allée porte également son nom au jardin conservatoire du château de Soye à Plœmeur.

## Famille
Né en 1841 au Caire, son fils Ernest Linant de Bellefonds est l'un des premiers européens à remonter le Nil blanc et rencontre l'explorateur anglais Stanley à la cour du roi du Buganda, M'tesa, en 1875.